# Saint-Blaise-du-Buis
Saint-Blaise-du-Buis är en kommun i departementet Isère i regionen Auvergne-Rhône-Alpes i sydöstra Frankrike. Kommunen ligger i kantonen Rives som tillhör arrondissementet Grenoble. År 2022 hade Saint-Blaise-du-Buis 1 064 invånare.

## Befolkningsutveckling
Antalet invånare i kommunen Saint-Blaise-du-Buis
Referens:INSEE